# Dot i Keeto
Dot i Keeto (ang. Dot and Keeto, 1985) – piąty australijski film fabularno-animowany wyprodukowany przez Yoram Gross Studios. W tym filmie jego główna bohaterka, Dot, zostaje zmniejszona do rozmiaru owadów. Aby wrócić do normalnego wzrostu prosi o pomoc komara imieniem Keeto. Twórcą filmu jest Yoram Gross. Film był wyświetlany przez TVP3. Wersja lektorska była opracowana przez szczeciński ośrodek TVP.

## Fabuła
Podczas wycieczki ze swoim bratem, Simonem, Dot przez pomyłkę zjada czerwone warzywo i zostaje zmniejszona do rozmiaru owadów. Aby wrócić do normalnego rozmiaru dziewczyna prosi o pomoc zwierzęcych przyjaciół w poszukiwaniu antidotum. Pomaga jej w tym stary komar imieniem Keeto.